# Palác Rosetta
Palác Rosetta (výslovnost [rozeta]; česky růžice, cizojazyčně Rosetta Palace) je budova na Novém Městě pražském ve stylu české moderny. V objektu je ne méně než 20 luxusních apartmánů, jedno kancelářské podlaží, dvojice obchodů a vnitřní nádvoří; jeho průchozí pasáž spojuje ulice Jungmannova a Purkyňova. Mezi dubnem 2016 a únorem 2018 procházel rekonstrukcí; 22. února 2018 byl otevřena veřejnosti. Majitelkou je Marie Elena Pasquale (Euclide Invest s.r.o.).
Prvá historická zmínka o domě na místě Rosetty je z roku 1420.